# Terry and the Pirates
Terry and the Pirates (no Brasil Terry e os Piratas) é um seriado estadunidense de 1940, o 10º dos 57 seriados realizados pela Columbia Pictures. Dirigido por James W. Horne, foi baseado na história em quadrinhos Terry and the Pirates, criada por Milton Caniff. Em sua biografia, "Meanwhile…", Caniff relatou ter odiado o seriado, por ter mudado tanto sua história original:
| “ | "I saw the first chapter and walked out screaming", tradução livre”Eu vi o primeiro capítulo e saí gritando!”. | ” |

## Sinopse
A história começa com o jovem explorador Terry Lee (William Tracy) e seu parceiro, Pat Ryan (Jeff York/Granville Owen), chegando nas selvas asiáticas em busca de seu pai, o Dr. Herbert Lee (J. Paul Jones), um arqueólogo americano e líder de uma expedição científica que fora à floresta em busca das evidências de uma civilização perdida.
Terry descobre que seu pai fora sequestrado por piratas conhecidos como "Homens Tigre". A quadrilha é liderada pelo malvado "Mestre Fang" (Dick Curtis), um senhor da guerra local, que controla a metade dos indígenas e mantém os colonos brancos afastados através do medo, buscando as riquezas escondidas sob o Templo Sagrado de Mara.
Em sua busca, Terry conhece a "Mulher Dragão" (Sheila D’Arcy), que está determinada a não deixar o seu reino ser invadido. Atacados por Fang, seu capanga Stanton (Jack Ingram) e os Homens Tigre, Terry e Pat tentam bravamente não apenas localizar o desaparecido Dr. Lee, mas também descobrir os segredos da civilização perdida e o tesouro escondido de Mara.
Depois de unir forças com o chinês Connie (Allen Jung), Normandie (Joyce Bryant) e a Mulher Dragão, nossos heróis passam a ter uma série de aventuras variadas no ambiente inóspito.

## Elenco
- William Tracy .... Terry Lee
- Granville Owen .... Pat Ryan
- Joyce Bryant .... Normandie Drake
- Allen Jung .... Connie
- Victor De Camp .... Big Stoop, o gigante
- Sheila D'Arcy .... Dragon Lady (Mulher Dragão)
- Dick Curtis .... Fang
- J. Paul Jones .... Dr. Lee
- Forrest Taylor .... Mr. Drake
- Jack Ingram .... Stanton
- Charles King .... Blackie
- Duke York .... Homem Leopardo
- Jack Perrin .... Mr. Harris

## Capítulos
1. Into the Great Unknown
2. The Fang Strikes
3. The Mountain of Death
4. The Dragon Queen Threatens
5. At the Mercy of the Mob
6. The Scroll of Wealth
7. Angry Waters
8. The Tomb of Peril
9. Jungle Hurricane
10. Too Many Enemies
11. Walls of Doom
12. No Escape
13. The Fatal Mistake
14. Pyre of Death
15. The Secret of the Temple